# Sự bỏ sót New Zealand khỏi bản đồ

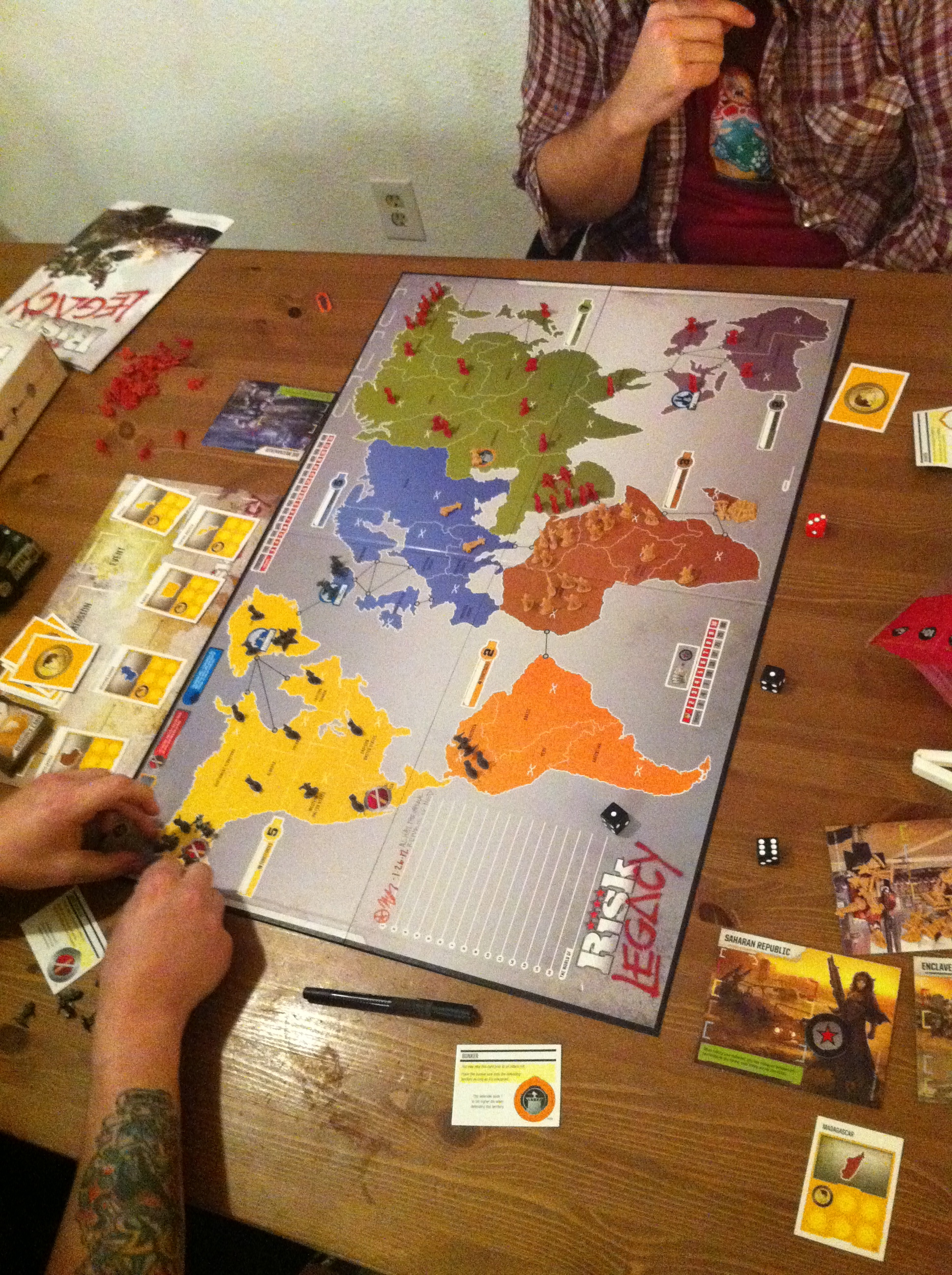
Bản đồ của board game nổi tiếng Risk (phiên bản Legacy), không bao gồm sự xuất hiện của New Zealand.

New Zealand thường xuyên bị bỏ sót trên bản đồ thế giới và điều này cũng đã thu hút sự chú ý của người dân nơi đây. Nhiều người cho rằng do việc sử dụng rộng rãi phép chiếu Mercator, một dạng phép chiếu đặt châu Âu làm trung tâm khiến cho New Zealand bị đưa về phía dưới góc phải của bản đồ. Việc này đôi khi đã khiến quốc gia này bị những người lập bản đồ bỏ sót, dễ dàng bị xóa bỏ do vô tình cắt xén hoặc đơn giản chỉ là không được thêm vào vì sự thuận tiện, thiếu hiểu biết hoặc lười biếng.

## Một số trường hợp bỏ sót
New Zealand cũng đã bị bỏ sót khỏi bản đồ trong Bảo tàng Lịch sử Tự nhiên Quốc gia tại Washington, D.C. ở Hoa Kỳ, trong các cửa hàng IKEA, trên bảng đồ trò chơi với bàn cờ Pandemic và Risk, trên bản đồ của Hội nghị thượng đỉnh An ninh hạt nhân 2014 với sự tham gia của Thủ tướng New Zealand John Key, trong con dấu bản đồ thế giới ở Trụ sở Liên Hợp Quốc tại Genèva ở Thụy Sĩ, trên tờ Daily Mail, trên bản tin Defense One của Government Executive, trên tạp chí Forbes, trên nền tảng truyền thông kỹ thuật số Mashable, trên Sân bay quốc tế Bình Nhưỡng ở Triều Tiên và trên biểu trưng của Hiệp hội Trái Đất phẳng. Sự việc này cũng từng bị bỏ sót trong bản đồ quảng bá cho Giải vô địch bóng bầu dục thế giới 2015 mặc dù New Zealand là đương kim vô địch vào thời điểm đó.

## Đón nhận
Sự xuất hiện thường xuyên này đã trở thành một meme đối với người dân New Zealand. Có một cộng đồng trên Tumblr với tên gọi "Bản đồ Thế giới không có New Zealand" (tiếng Anh: World Maps Without New Zealand) và một cộng đồng Reddit có tên r/MapsWithoutNZ đều tập trung nói về vấn đề này với lần lượt 10.000 và 30.000 thành viên tính đến năm 2017. Năm 2019, một người dùng trên r/MapsWithoutNZ đã phát hiện một bản đồ có tên "Bản đồ thế giới BJÖRKSTA", được bán với giá 30 đô la Mỹ tại một cửa hàng IKEA ở Washington, D.C., không có hình ảnh New Zealand. Sau đó, IKEA đã xin lỗi và gỡ bỏ sản phẩm này khỏi các cửa hàng của mình. Trên Reddit cũng đã có những cộng đồng tương tự về việc bỏ sót Flevoland ở Hà Lan, Hawaii ở Hoa Kỳ và Tasmania ở Úc khỏi bản đồ thế giới.
Chính phủ New Zealand cũng đã thừa nhận về hiện tượng này, khi đưa ra một bản đồ thế giới mà trong đó nước này bị cố ý loại bỏ trên trang lỗi 404 của trang web chính thức; trang này viết rằng "có gì đó bị thiếu". Ngoài ra, vào năm 2018, một video chiến dịch du lịch đã được xuất bản, trong đó Thủ tướng New Zealand Jacinda Ardern và diễn viên người New Zealand Rhys Darby đã cùng bàn luận về lý do New Zealand bị bỏ sót khỏi bản đồ thế giới. Trong video, Darby nói đùa rằng đó là kết quả của một âm mưu chống lại New Zealand. Video quảng cáo hashtag #getnzonthemap.